# アントニオ・グァルニエリ
アントニオ・グァルニエリ（イタリア語: Antonio Guarnieri, 1880年2月1日 - 1952年11月25日）は、イタリアの指揮者。

## 経歴
ヴェネツィアの音楽一家の家に生まれ、地元の音楽院でチェロとオルガンと作曲を学んだ。作曲とオルガンはマルコ・エンリコ・ボッシの薫陶を受けている。その後チェリストとしてマルトゥッチ四重奏団に参加したが、1904年にシエーナで指揮者に転向した。
1912年にはウィーン宮廷歌劇場、1913年にはブエノスアイレスのコロン劇場、1914年にはフィレンツェ市立劇場、1915年にはバルセロナのリセウ大劇場に客演した。1917年にはローマでオットリーノ・レスピーギの「ローマの噴水」の初演を指揮している。
1922年にはミラノ・スカラ座でリヒャルト・ワーグナーの作品を振って成功を収め、イタリアのワーグナー作品のスペシャリストと見做された。
シエーナのキジアーナ音楽院等で教鞭もとり、門下にはカルロ・ゼッキやブルーノ・マデルナがいる。